# Свети Пантелејмон
Свети Пантелејмон или (у српском народу)  Свети Пантелија (грч. Παντελεήμων = пун самилости, свеосећајан) био је хришћански светитељ. 

## Биографија
Он је родом из Никомидије (данашњи град Измит у Турској), од оца богатог незнабошца Евсторгија и мајке хришћанке Евуле. Име које је добио по рођењу било је Пантелеон, што се преводи као "лав у свему". Касније му је име промењено у Пантелејмон, које има супротно значење.
Као младић, прво је учио граматичку школу, у којој су се изучавале световне науке. Онда је учио лекарске науке од тада познатог лекара, Ефросина. Постао је његов помоћник и свуда га је пратио. Старац, прогоњени хришћанин Ермолај превео га је у хришћанство. Постао је Пантелејмон велики Хришћанин, који се трудио да помогне људима, пре свега својим лекарским умећем.
Једног слепог човека, којег су до тада лекари неуспешно лечили, он је излечио именом Христовим. Када су други лекари чули за то тужили су га цару Максимијану, пред ким се он изјаснио да је хришћанин и ту наочиглед свих, на исти начин као и слепца, излечио једног одузетог човека. Цар Максимилијан свеца стави на муке, али му се Господ јављао неколико пута и исцељивао га. На крају, на губилишту, он клекну да се помоли. Џелат га удари мачем по врату, а мач се поломи. И није га могао посећи док није завршио молитву и потом сам рекао да га посеку. Према изворима пострадао је 304. године. 

## Утицај данас
Мошти Светог Пантелејмона су чудотворне и налазе се у више православних цркви. У светогорском руском манастиру Светог Пантелејмона чува се његова глава. Део моштију се налази и у српском манастиру Хиландару. Призива се у молитвама при водоосвећењу и јелеосвећењу.
Стара Св. Водица на каналу Петри, некад у атару банатског села Перлеза, има водичку капелу подигнуту 1875. године и посвећена је Св. Пантелејмону. Ту се побожни народ окупљао "уочи Св. Пантелије" и користио освећену воду из бунара за лечење очију. Трахома је била главна очна болест у том пределу, од које су многи ослепели.
1996. године у Крагујевцу код насеља Станово подигнута црква посвећена Св. Пантелејмону. Посвећени су му бројне цркве и манастири.